# Странстващ рицар
Странстващият рицар е герой от средновековната рицарска романтична литература. Прилагателното „странстващ“ показва, че рицарят ще се скита из Земята в търсене на приключения, за да докаже своите рицарски добродетели, било то в турнири, дуели или по някакъв друг начин в техния стремеж към куртоазна любов.

## Описание
Странстващият рицар е герой, който се е разделил с родното си място, за да изкупи грешките си или да постави на изпитание собствените си рицарски идеали. Много често е мотивиран от идеализъм или цели, които са измислени. В Средновековна Европа странстванията на рицари са отразени в литературата, но художествените творби по онова време са презентирани не като художествена измислица, а като реални събития.
Образец на странстващи рицари са членовете на кръглата маса на Артурския цикъл като Гауейн, Ланселот и Парсифал. Първостепенен пример за благородна мисия пък  е търсенето на Светия Граал, като например в „Персевал, или разказ за Граала“, написана от Кретиен дьо Троа около 1180 г.
Героят на странстващия рицар датира в романтичната литература някъде от края на XII век. Самият термин „странстващ рицар“ се появява по-късно, като първата му запазена употреба се среща в поемата от  XIV век Сър Гауейн и Зеленият рицар. Приказките за странстващи рицари остават популярни сред придворните среди през Късното средновековие. Те са написани на среднофренски, средноанглийски и среднонемски.
През XVI век жанрът става много популярен на Иберийския полуостров. „Амадис де Гаула“ е една от най-успешните приказки за странстващи рицари от този период. В „Дон Кихот“ (1605 г.) Мигел де Сервантес пародира рицарските романи и тяхната популярност. След това приказките за странстващите рицари излизат от мода в продължение на два века, докато не се появяват отново под формата на историческия роман по време на романтизма.

## Рицарски роман
Странстващият рицар обикновено извършва всичките си дела в името на своята дама и посвещава подвига си на нея. В най-висшите си форми (например Галахад) той се води единствено от морални идеали. Такъв рицар може да е извън структурата на феодализма, да се скита единствено, за да извършва благородни подвизи (и може би да намери господар, на когото да служи). Може също да е на служба при крал или владетел, изпълнявайки специфично задължение, с което неговият господар го е натоварил, или пък най-общо целта му е да унищожи злосторниците. В търсенето на приключения рицарят често среща митични герои и става свидетел на чудеса. В „Кралицата на феите“ Свети Георги бива изпратен да спаси кралството на родителите на Уна от дракона, а рицарят Гюйон няма такава задача, но и двамата се сблъскват с опасности и приключения.
Романите често включват по-силни врагове от другите рицари, включително гиганти, магьосници или дракони. Рицарите също могат да получат неочаквана помощ, например сър Ивейн помага на лъв да победи змия и след това бива придружен от него, превръщайки се в Рицаря на лъва. Други странстващи рицари са получавали помощ от диви горски хора като героите от Каролингския цикъл Валентин и Орсън (Valentine and Orson), или като Гийом дьо Палерме от вълци, които всъщност са омагьосани принцове.

## В модерната литература
Смята се, че Джон Грейди, главният герой на романа „Всички красиви коне“ (All the Pretty Horses) на Кормак Маккарти, е базиран на сър Гауейн от рицарския роман „Сър Гауейн и Зеленият рицар“. И двамата герои споделят редица еднакви черти; и двамата са фиксирани в митовете за миналото, което вече не съществува, и двамата живеят според кодекс на поведение от минали времена.
„Дон Кихот“ е пародия на жанра, датираща от началото на XVII век, в отговор на изключителната популярност на Иберийския полуостров през XVI век, на която се радват късносредновековните романи като „Амадис де Гаула“.
В пиесата „Ундина“ на Жан Жироду, изиграна на Бродуей през 1954 г. от Одри Хепбърн, странстващ рицар се появява по време на буря в скромния дом на рибар и съпругата му.
Изображение на странстващото рицарство в съвременния исторически роман се открива в „Сър Найджъл“ от Артър Конан Дойл.
Странстващият рицар се превърна в троп на „рицаря в блестящи доспехи“, използван за изобразяването на Средновековието в съвременната култура. Терминът започва да се използва и извън средновековната драма, като „Черният рицар“, използван за заглавие на Батман.
В епичната поредица „Песен за огън и лед“ има клас рицари, наричани „Рицарите на Живия плет“. Те са скитащи рицари без господар и много от тях са бедни. Рицарите пътуват из целия Вестерос в търсене на доходоносна работа. Името им идва от склонността да спят в гори и храсталаци, когато не могат да си позволят квартира. Животът на Рицарите на Живия плет е изобразен в „Приказки за Дунк и яйце“.
В „Писмо до краля“ от холандската писателка Тонке Драгт, тийнейджърът Тиури изоставя нощното си бдение в параклиса, за да отговори на призив за помощ отвън, рискувайки рицарството си. В крайна сметка Тиури трябва да предаде писмо от голямо политическо значение на краля на съседна страна от името на известен рицар, който е убит.
В известните си книги за Джак Ричър, Лий Чайлд казва, че се е стремил да създаде Джак Ричър като странстващ рицар на базата на военния си опит.

## Богатирите от Киевска Рус
Източнославянската устна епична поезия представя богатирите като странстващи рицари, които са служили като защитници на родината си, а понякога и като авантюристи. За някои от тях се предполага, че са исторически личности, а други са измислени и вероятно произлизат от славянската митология. Повечето приказки за богатири се въртят около двора на Владимир I от Киев. Твърди се, че са му служили трима популярни богатири – Иля Муромец, Добриня Никитич и Альоша Попович (известно рисуван от Виктор Васнецов).

## В източноазиатската култура
Юся (на английски: Youxia) са скитащи китайски рицари, които пътуват самостоятелно, защитавайки обикновените хора от потиснически режими. За разлика от европейските си аналози, те не принадлежат към никаква конкретна социална каста и могат да бъдат всякакви - от войници до поети. Има дори популярна литературна традиция, възникнала по време на династията Тан, която се съсредоточава върху робите негрито, които използват свръхестествените си физически способности, за да спасяват отвлечени девойки в беда и да се гмуркат до дъното на буйни реки, за да извлекат съкровища за своите феодални господари. Youxia, който се отличава или е известен с бойното си майсторство или умения, обикновено се нарича wuxia (военен герой).